# Friuli Grave Rosso superiore
Il Friuli Grave rosso superiore è un vino DOC la cui produzione è consentita nelle province di Pordenone e Udine.

## Caratteristiche organolettiche
- colore: rosso rubino tendente al granato se invecchiato.
- odore: intenso, fine.
- sapore: asciutto, armonico.

## Produzione
Provincia, stagione, volume in ettolitri
- nessun dato disponibile